# توده‌کوه مون‌بلان
توده‌کوه مون‌بلان (فرانسوی: Massif du Mont-Blanc‎; ایتالیایی: Massiccio del Monte Bianco) رشته کوهی در کوه‌های آلپ است که بین سه کشور ایتالیا، فراانسه و سوییس قرار گرفته است. این توده‌کوه شامل ۱۱ قله مستقل است که هرکدام بالای ۴٬۰۰۰ متر ارتفاع دارند.

## نگارخانه

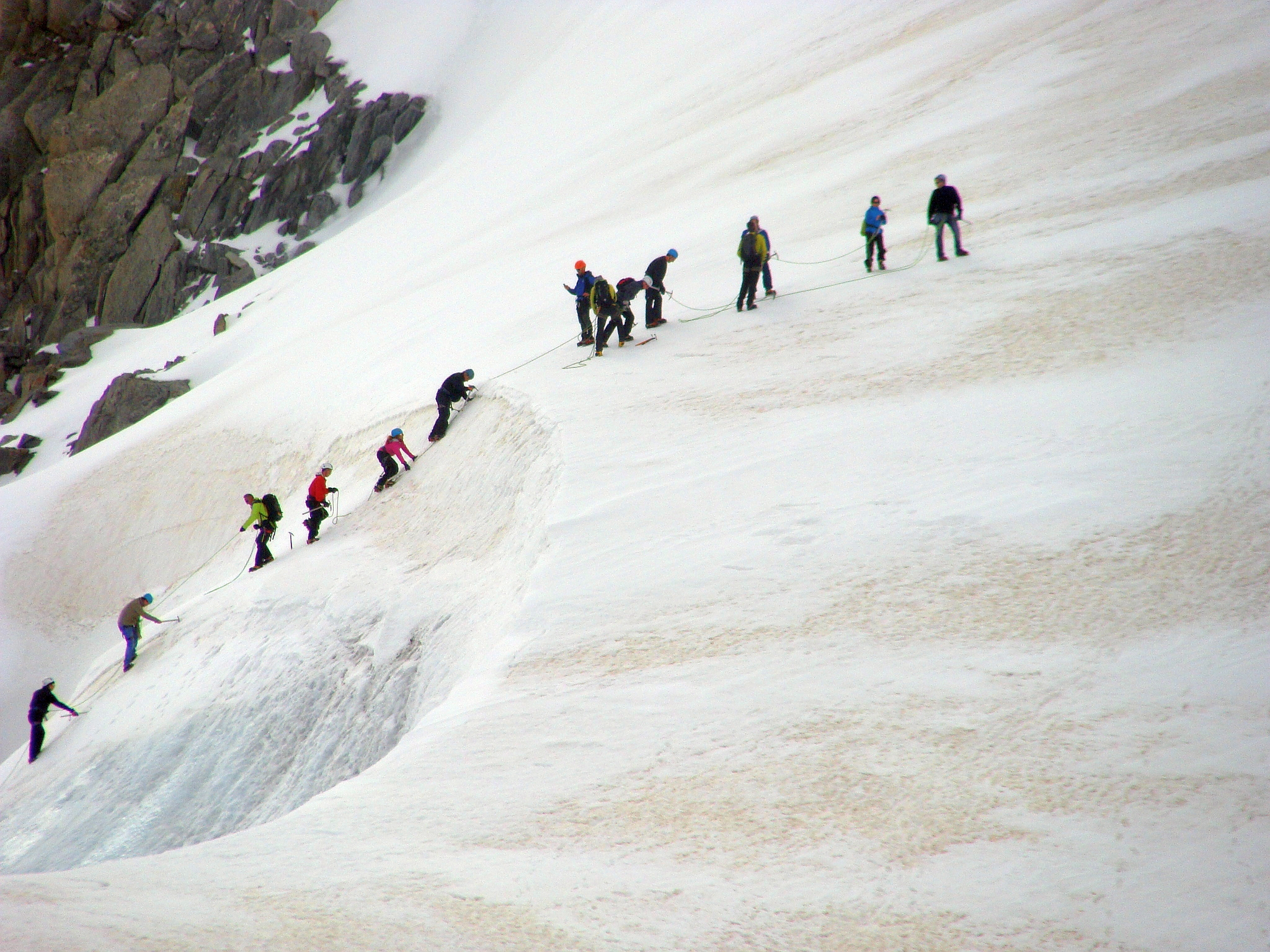
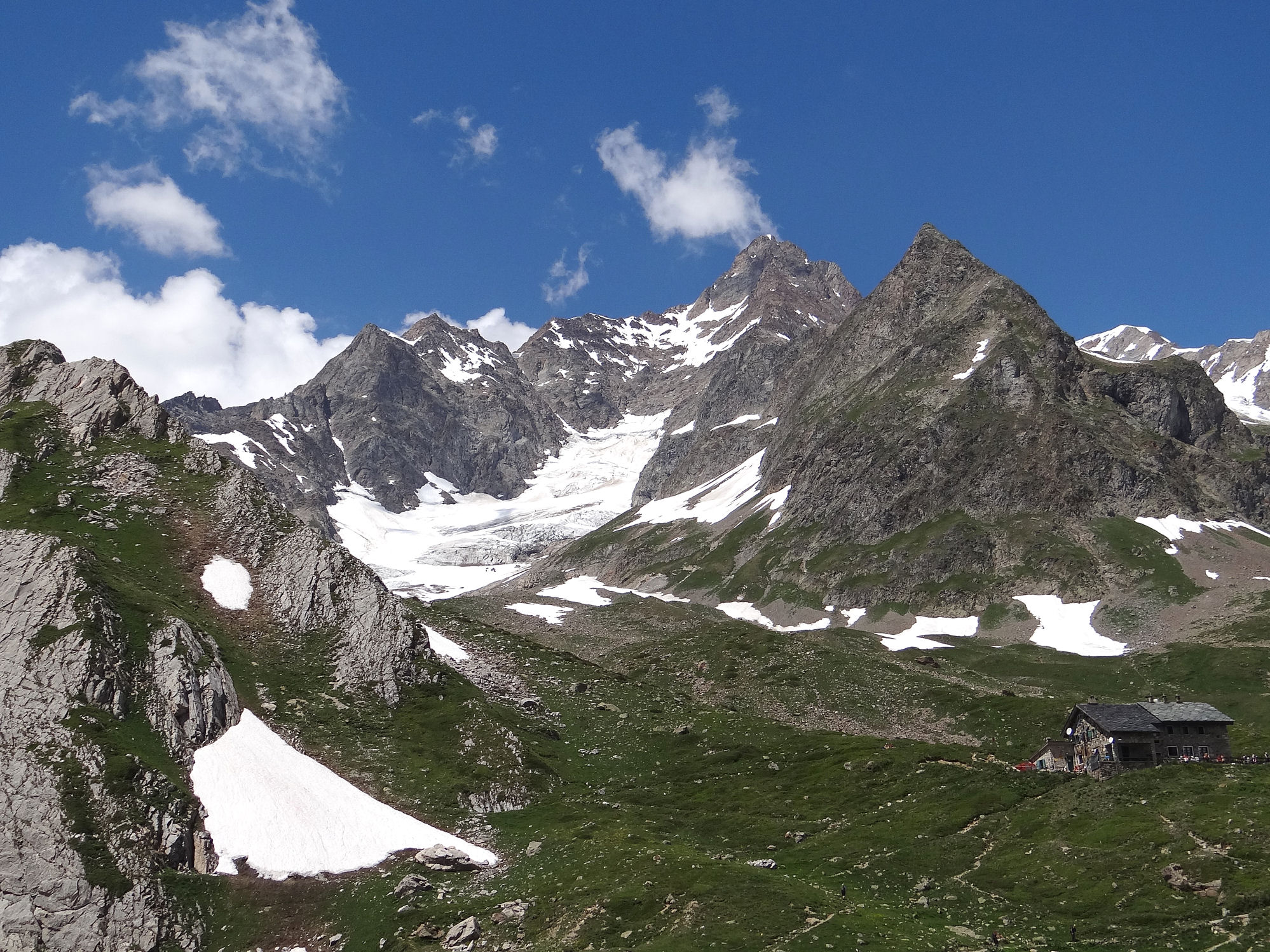
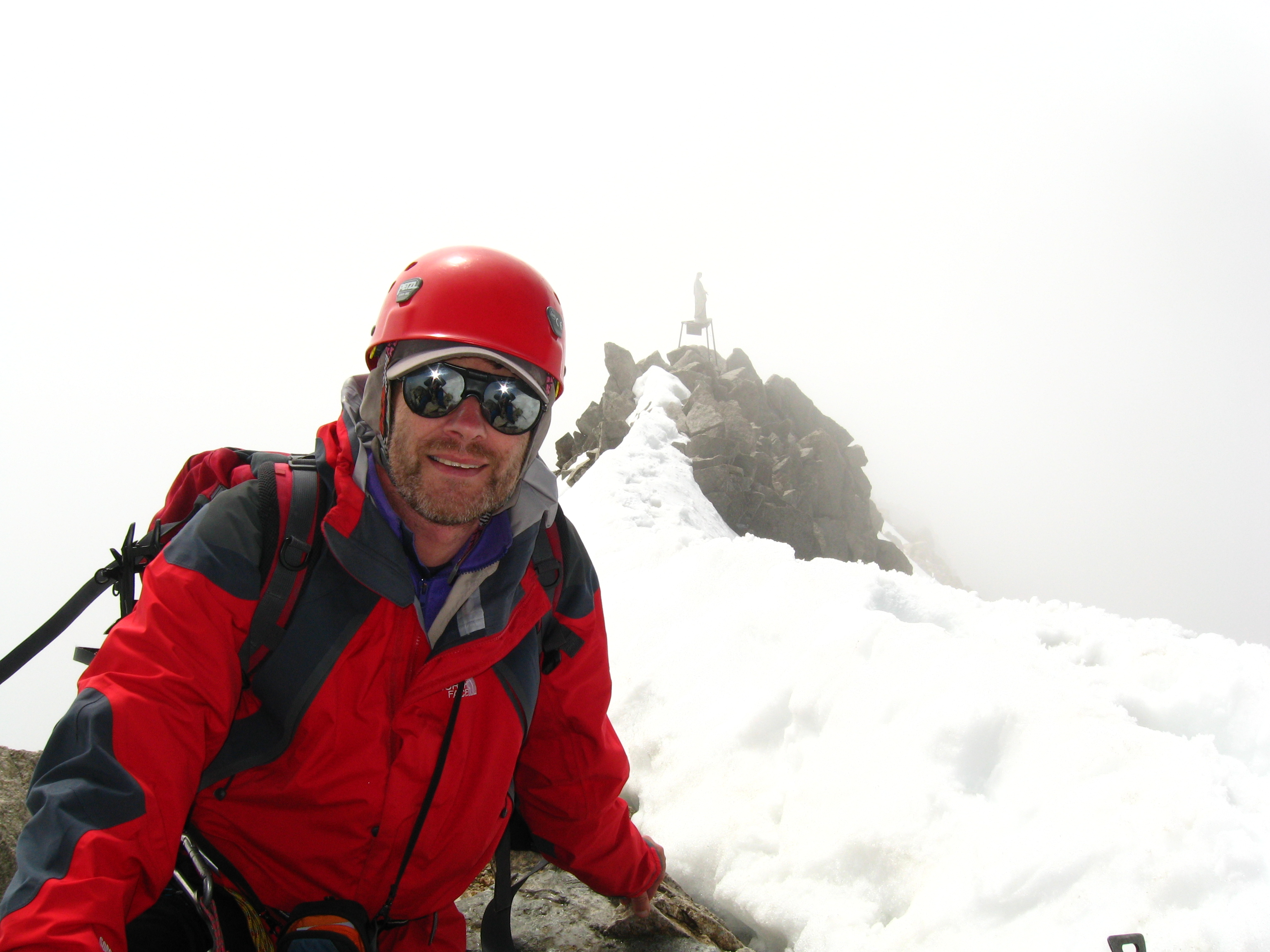
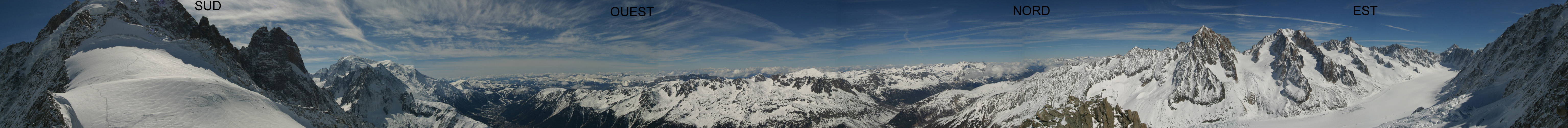